# デリク・ガイラー
デリク・ガイラー（Deryck Guyler、1914年4月29日 - 1999年10月7日）は、イギリスの俳優。チェシャー州ウォラシー（Wallasey）出身。
第二次世界大戦に従軍し、戦争後にラジオに出演するようになる。シットコムやBBCの子供向け放送など多方面で活躍した。ビートルズの楽曲「A Hard Day's Night」のPV の中では巡査役を演じている。
1983年からはオーストラリア・ブリスベンで暮らし、1999年に亡くなる。

## 主な出演作
- It's That Man Again (ITMA) (1946-1949) ラジオ
- It's a Square World (1960) テレビシリーズ
- ビートルズがやって来るヤァ!ヤァ!ヤァ! A Hard Day's Night (1964)
- Please Sir! (1968-1971)
- Sykes (1972-1978) テレビシリーズ